# Cristina Trăilă
Cristina Trăilă (n. 27 septembrie 1976, Galați, România) este un politician român, deputat de București, ales în Parlamentul României din partea Partidului Național Liberal, și avocat înscris în Baroul București.  

## Biografie

### Viață și studii
Cristina Trăilă s-a născut în 1976, în Galați. A învățat la Colegiul Național „Vasile Alecsandri” din Galați, iar după finalizarea studiilor liceale a urmat și absolvit Facultatea de Drept a Universității București, fiind licențiată în drept. 
Ulterior, a susținut și promovat examenul de admitere în profesia de avocat, devenind, astfel, avocat stagiar în Baroul București. După un an de stagiatură, în 2001 a susținut și promovat examenul de definitivare în profesie, devenind avocat definitiv. 
În anul 2003, a urmat un curs în materia Proprietății Intelectuale organizat în Elveția de Academia Organizației Mondiale a Proprietății Intelectuale (World Intellectual Property Organization Academy).  
În 2008, a devenit masterand în științe politice al Școlii Naționale de Studii Politice și Administrative (SNSPA), iar în anul 2009 a obținut o diplomă postuniversitară din partea Colegiului Național de Apărare. 

### Activitatea profesională
În perioada 1999 – 2004, a fost avocat colaborator în cadrul Cabinetului Individual de Avocatură „Grigore Florescu”. În 2004, a înființat Cabinetul Individual de Avocatură „Cristina Trăilă”, în care activează ca avocat și în prezent, cumulând o experiență profesională de peste 20 de ani în domeniu. 
În perioada 2009 – 2012, a ocupat funcția de Președinte al Autorității Naționale pentru Reglementarea și Monitorizarea achizițiilor Publice (fosta ANRMAP, actuala ANAP). 

### Activitatea politică
Cristina Trăilă este membră fondatoare a Partidului Liberal Democrat (PLD), formațiune care a apărut pe eșichierul politic în anul 2006. În cadrul partidului a ocupat funcțiile de Secretar al Consiliului Reprezentanților Naționali al PLD și Vicepreședinte al PLD – Filiala Sector 5. 
În perioada 2008 – 2010, după fuzionarea Partidului Democrat (PD) și Partidului Liberal Democrat (PLD) și crearea, astfel, a Partidului Democrat Liberal (PDL), Cristina Trăilă a fost numită Secretar general al filialei PDL Sector 5. 
În perioada 2010 – 2013, a coordonat din funcția de director Institutul de Studii Populare, ocupând, în același timp, și funcția de Președinte al Comisiei de Etică și Litigicii a Organizației de Femei a PDL. De asemenea, în 2012 a devenit Vicepreședinte al Organizației de Femei a Partidului Popular European (EPP Women), funcție pe care a deținut-o până în 2015, și a participat, ca bursier al Departamentului de Stat al SUA, la programul „International Visitor Leadership” pe tema „Transparency and Accountability in the US”. 
În același an, 2012, și până în 2014, a ocupat funcția de Președinte al Organizației Femeilor Democrat Liberale a Partidului Democrat Liberal, și, până în 2013, de Președinte al Colegiului electoral 21, filiala Sector 5 a Partidului Democrat Liberal. 
În perioada 2014 – 2017, după fuziunea dintre Partidul Național Liberal (PNL) și Partidul Democrat Liberal (PDL), a condus, din funcția de Președinte, Organizația Femeilor Liberale a Partidului Național Liberal. 
Din 27 iunie 2017 este deputat de București în Parlamentul României, ales pe listele PNL, câștigând, în decembrie 2020, un nou mandat în legislatura 2020 – 2024. Cristina Trăilă este membru în Comisia Juridică a Camerei Deputaților. 
În prezent este Prim-vicepreședinte al PNL București. 